# Водоробус

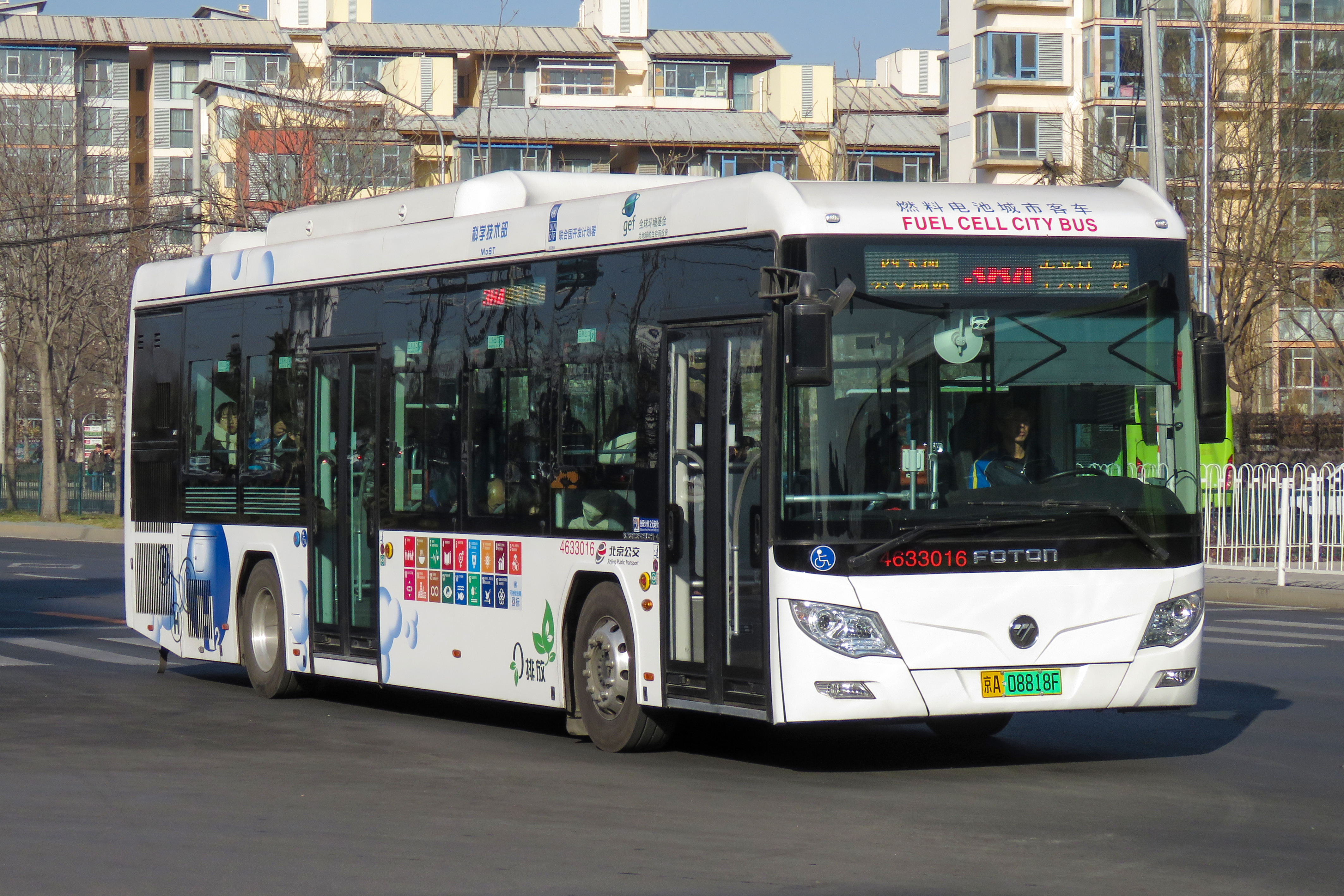
Водоробус Foton BJ6123FCEVCH-1 в Пекине, Китай

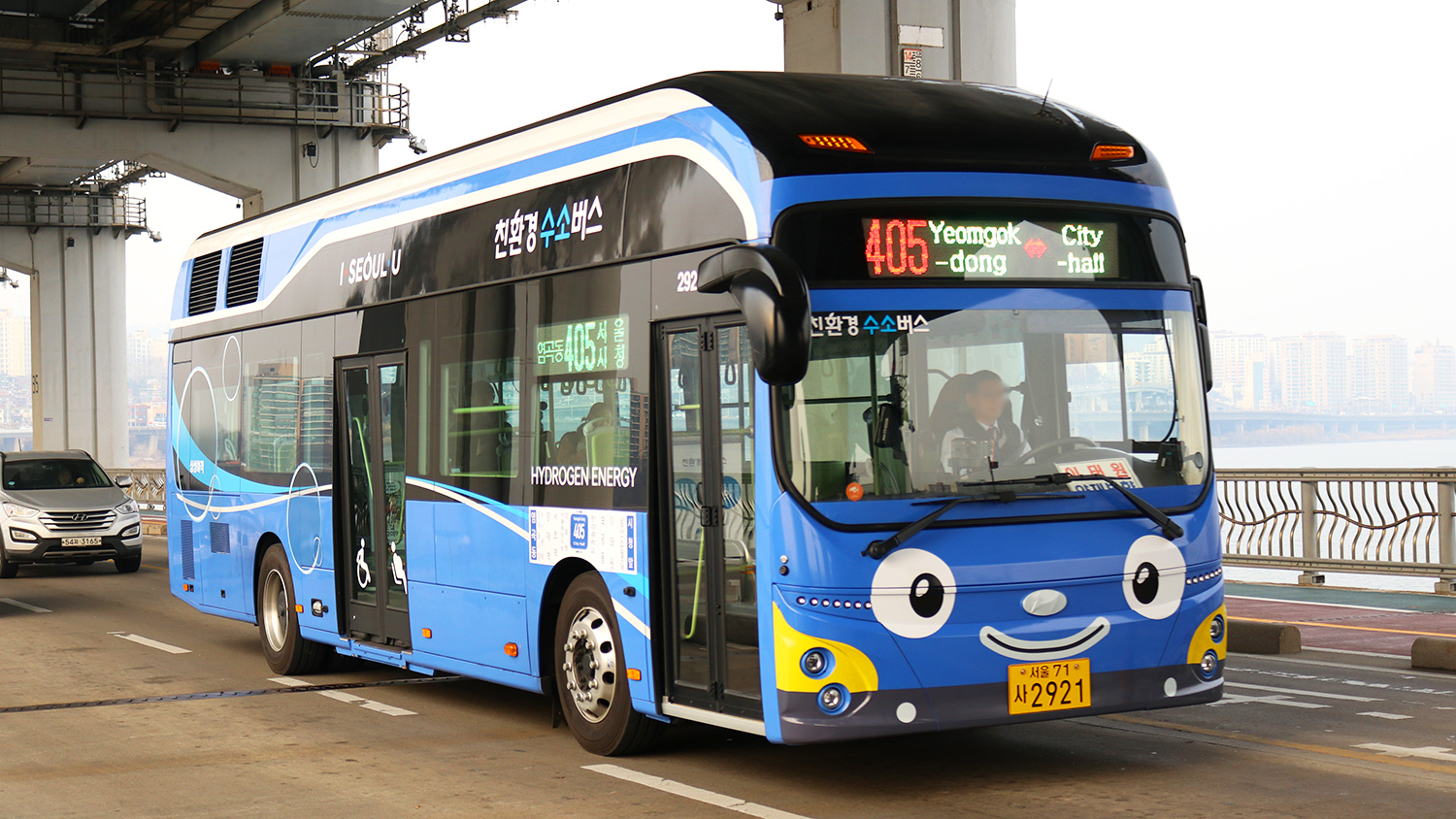
Водоробус Hyundai ElecCity в Сеуле, Южная Корея

Водоро́бус — электробус, использующий водородный топливный элемент в качестве источника энергии для электродвигателя, иногда дополненный гибридным способом батареей или суперконденсатором.
Несколько компаний провели исследования водородных топливных элементов и практические испытания водоробусов. Среди них:
- Daimler AG, с тридцатью шестью экспериментальными установками, работающими на топливных элементах Ballard Power Systems, завершила трехлетние испытания в одиннадцати городах в 2007 году.[1][2]
- Thor Industries, основанная на технологии топливных элементов UTC Power.
- Irisbus, основанный на технологии топливных элементов UTC Power.
- TATA Motors и Indian Oil Corporation (Starbus, топливный элемент).
- Van Hool и Ballard, у которых были коммерческие парки пассажирских перевозок в Абердине, Шотландия.
- Wrightbus, парк которого находился в Лондоне, Англия.

Автобусы, работающие на водородных топливных элементах, действуют или находятся в производстве, например, в автобусном парке Thor с топливными элементами UTC Power в Калифорнии, которым управляет SunLine Transit Agency. 
Основным препятствием повсеместного распространения водоробусов остаются высокие эксплуатационные расходы. Так, Национальная лаборатория по изучению возобновляемой энергии указывала в 2006 году, что общая стоимость мили (включая техническое обслуживание) составляет около 1 доллара за милю для дизельного топлива и около 6,50 доллара за милю для водорода. В январе 2022 года в Монпелье был расторгнут контракт на поставку 51 водоробуса после того, как выяснилось, что «стоимость эксплуатации водородных автобусов в 6 раз превышает стоимость электроэнергии»; вместо них были заказаны электробусы.

## История
Автобусы на водородных топливных элементах начали эксплуатироваться в Пекине на экспериментальной основе в 2006 году. Три автобуса на топливных элементах, произведенные компанией Daimler в Германии и приобретенные на грант Программы развития ООН, стали первыми автобусами на топливных элементах, введенными в эксплуатацию в Китае. Эта технология не получила широкого распространения в городе, поскольку загрязнение воздуха снизило эффективность и срок службы топливных элементов.
Первый прототип бразильского автобуса на водородных топливных элементах начал работать в Сан-Паулу в 2009 году. Водородный автобус производился в Кашиас-ду-Сул. Программа, получившая название Ônibus Brasileiro a Hidrogênio (бразильский водородный автобус), включает три дополнительных автобуса.
Город Уистлер в Британской Колумбии (Канада) владел и управлял крупнейшим в мире парком водоробусов, который был введён в эксплуатацию для Зимних Олимпийских игр 2010 года. Однако затраты были слишком высоки, и в 2015 году программа была остановлена.
В Абердине, Шотландия, в рамках проекта Aberdeen Hydrogen Bus Project работают 10 одноэтажных автобусов на водородных топливных элементах, это самый большой парк в Европе. В 2020 году на маршрутах также были задействованы двухэтажные автобусы.
Япония собиралась использовать Олимпийские игры 2020 года для развития водородных технологий, должны были использоваться 100 автобусов на топливных элементах.
В начале сентября 2021 года на выставке «Комтранс-2021» были представлены водоробусы Citymax Hydrogen, Камаз-6290 и Газель City группы ГАЗ.

## Клуб водоробусов
Клуб водоробусов — это глобальное объединение пробных автобусов на водородных топливных элементах. Компания Ford начала лизинг маршрутных автобусов E-350 в конце 2006 года. Было проведено несколько испытаний:

### 1998
В Чикаго и Ванкувере были двухлетние демонстрационные проекты трех автобусов. Шесть автобусов, участвовавших в этих испытаниях, в которых использовалась более ранняя версия топливных элементов Ballard, чем испытательная версия Fuel Cell Bus Club и 40-футовые кузова F40LF New Flyer Industries с низким полом, перевезли более 200 000 пассажиров и проехали более 118 тысяч километров. Три агрегата в Ванкувере были деактивированы, некоторые были проданы обратно Ballard, изготовителю топливные элементы, а другие были преобразованы в дизель-электрические гибриды и в конечном итоге списаны.

### 2004—2006
Двухлетние испытания с участием трех автобусов прошли в Окленде и Калифорнии. В течение этого периода AC Transit и SunLine Transit Agency (Палм-Спрингс, Калифорния) эксплуатировали три автобуса и один автобус соответственно. Первоначальное испытание дало многообещающие результаты и было продлено до поставки новых автобусов. Транспортное управление долины Санта-Клара эксплуатировало 3 автобуса производства Gilig Corp из Хейворда, Калифорния, которые были оснащены топливными элементами Ballard. VTA сообщила в прессе, что эти автобусы слишком дороги в эксплуатации и что испытания не будут продолжены.

### 2009
Компания AC Transit в Окленде, штат Калифорния, провела испытательную программу для 12 автобусов, в которой участвовали автобусы, специально разработанные бельгийским заводом Van Hool. В этих автобусах используются топливные элементы PEM, производимые корпорацией United Technologies Corporation (UTC), расположенной в Хартфорде, штат Коннектикут. К AC Transit присоединились операционные партнеры Транспортное управление долины Санта-Клара (VTA) округа Санта-Клара, SamTrans округа Сан-Матео, Golden Gate Transit округов Марин и Сонома и Муниципальная железная дорога Сан-Франциско (SF Muni), где планировалось время от времени использовать эти автобусы. UTC также приобрела четыре дополнительных автобуса для использования в Хартфорде, штат Коннектикут, в соответствии с контрактом AC Transit с Van Hool. Поставки начались в третьем квартале 2009 года и были завершены в 2010 году.

## Проект водоробусов в Японии

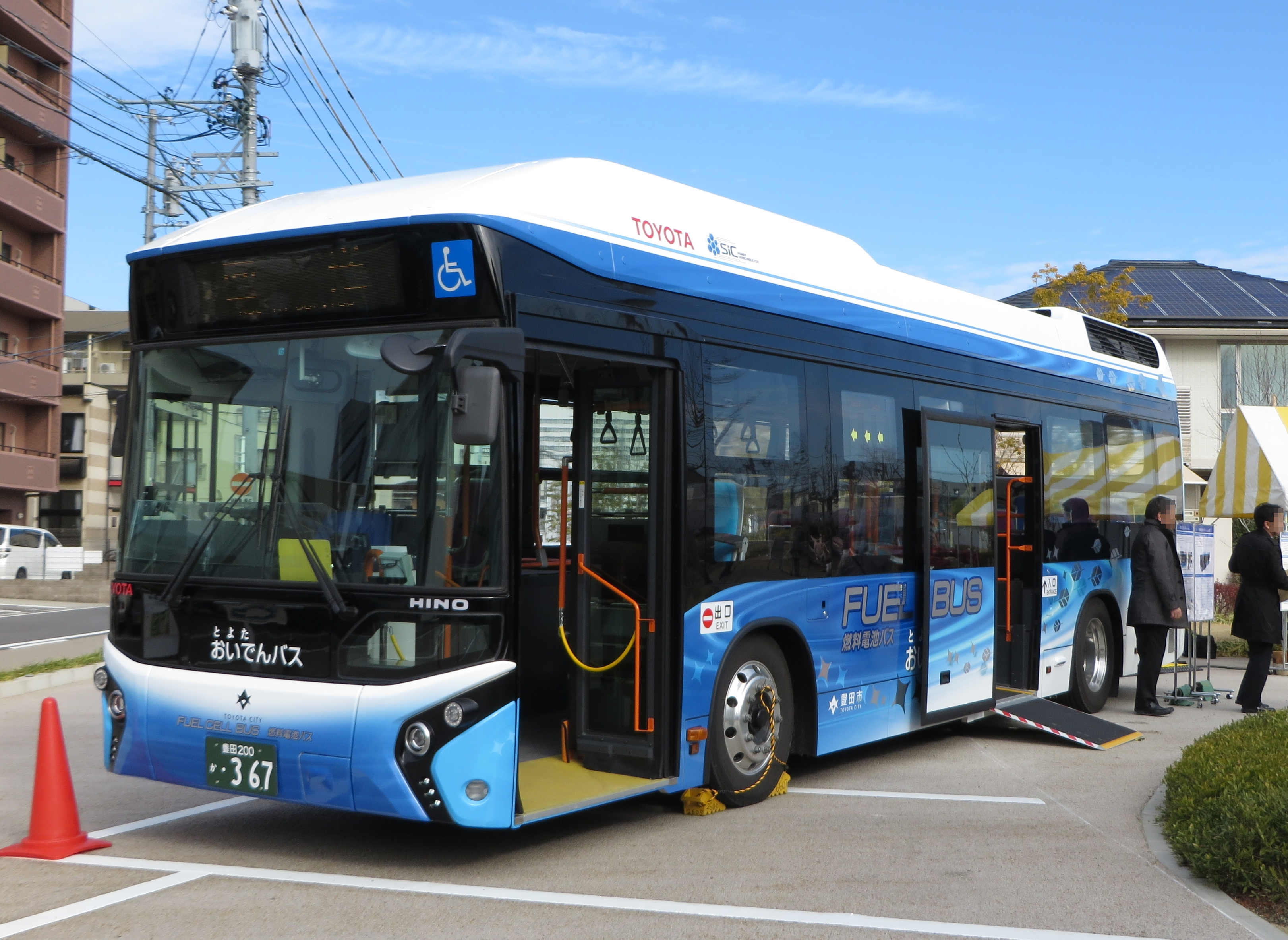
Toyota-Hino FCHV-BUS в 2015 году

FCHV-BUS производится компаниями Hino Motors и Toyota Motors и был испытан во многих городах Японии в рамках проекта японских водородных топливных элементов.
- 2003—2004 — Токио, один год и четыре месяца демонстрации одного автобуса под управлением Toei Bus.
- 2005 — Expo 2005 Aichi, шестимесячные испытания восьми автобусов в качестве межплощадочного челнока. Во время выставки 8 автобусов FCHV-BUS перевезли миллион посетителей и проехали около 130 000 километров.
- 2006 — Парки Токонамэ, ex-Expo 2005 сдают в аренду 1 автобус Chita Noriai в качестве маршрутного автобуса в Международном аэропорту Тюбу и два автобуса Chubu Sky Support в качестве рампового автобуса в Centrair.

## Водоробусы в Москве
На выставке «Комтранс-2021» был показан водоробус КАМАЗ, потенциально предназначенный для эксплуатации в Москве. На данный момент[когда?] нет сведений о желании Департамента транспорта Москвы развивать водородную инфраструктуру, необходимую для таких автобусов, однако такое предложение рассматривается. В сентябре 2023 года компания КАМАЗ снова представила проект водоробуса на выставке «Комтранс», выпуск транспортных средств назначен на 2024 год.

## Фото

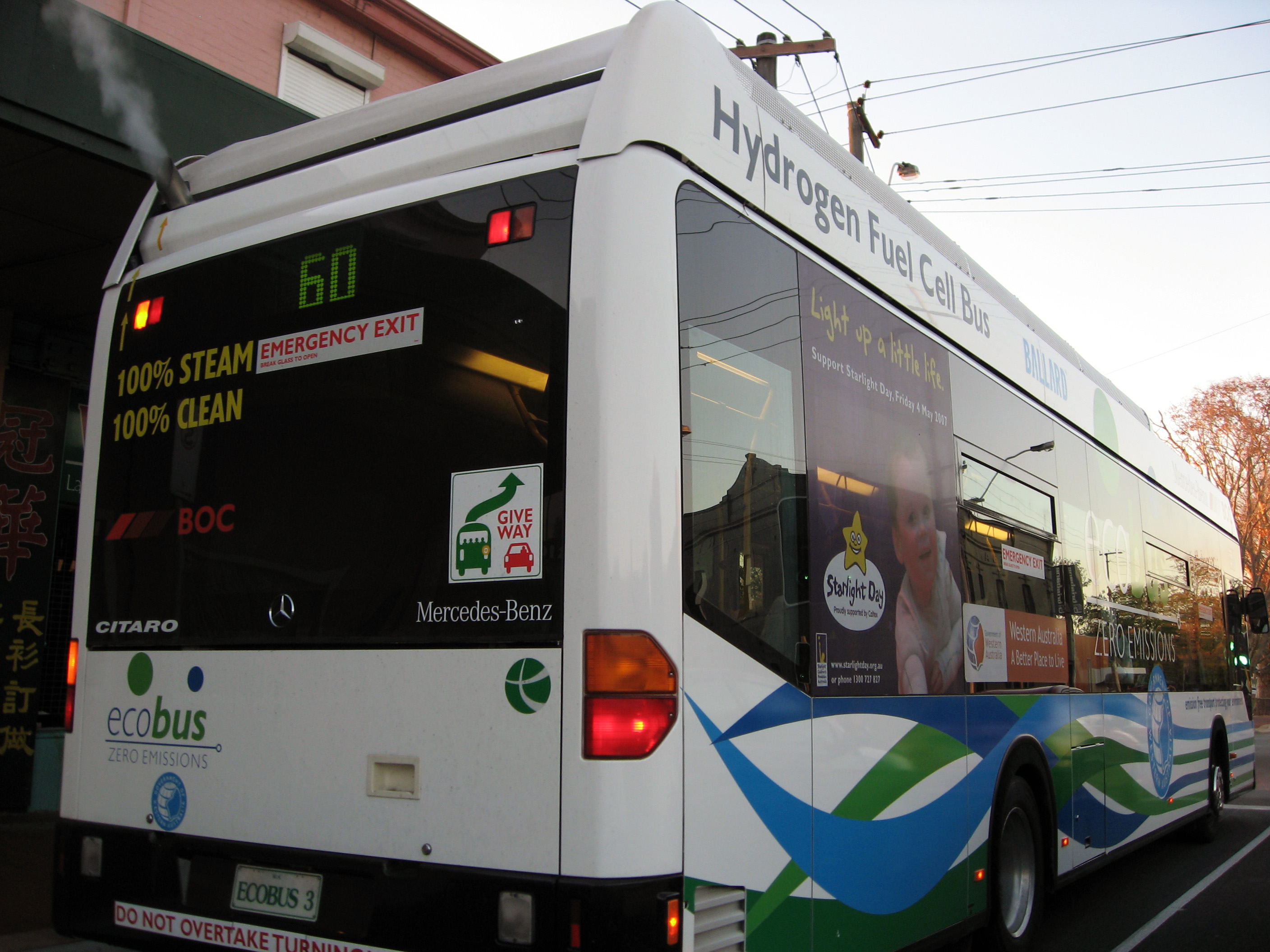
Автобус на топливных элементах в Перте, Западная Австралия.
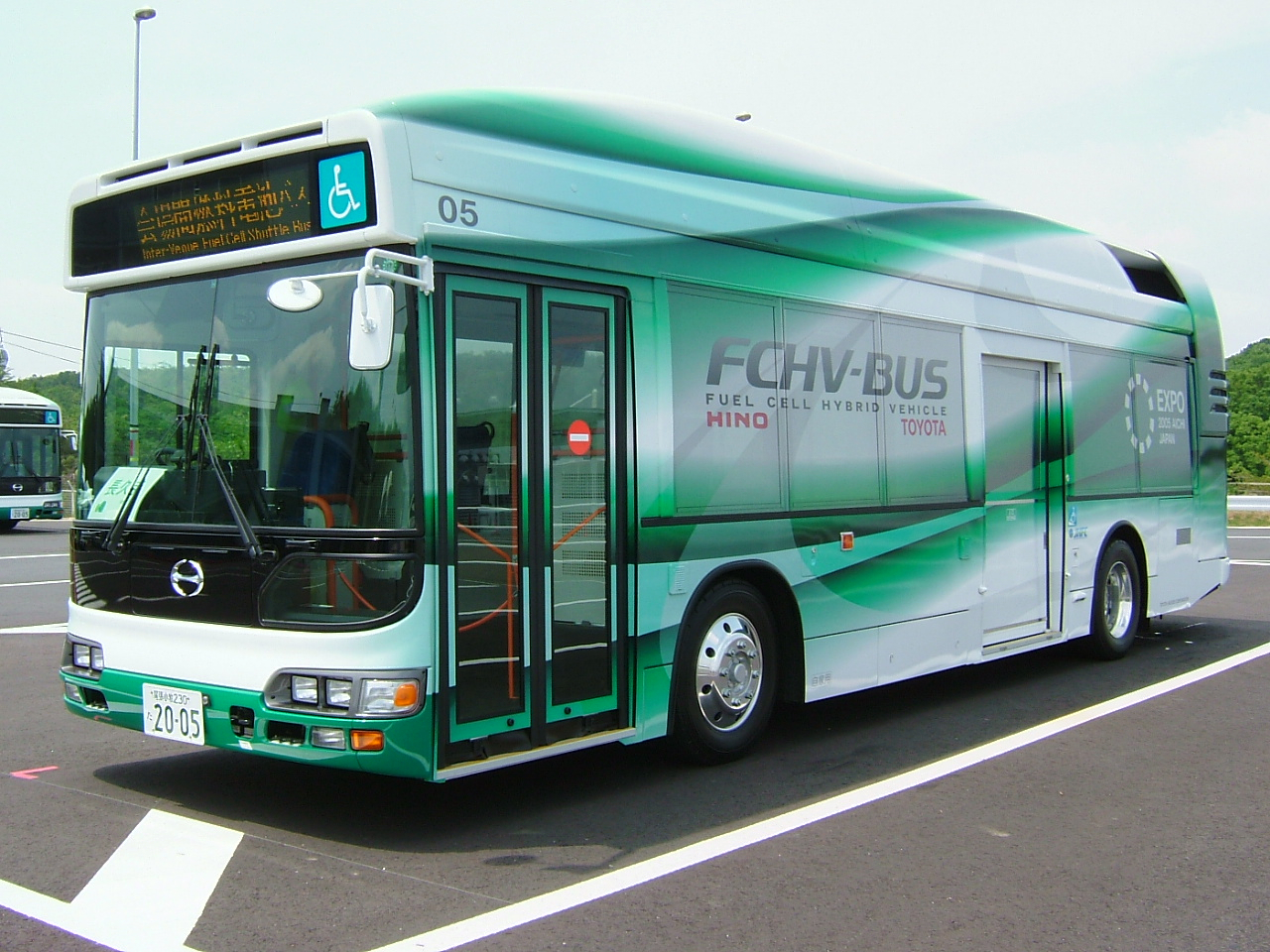
FCHV-BUS Toyota на выставке Expo 2005.
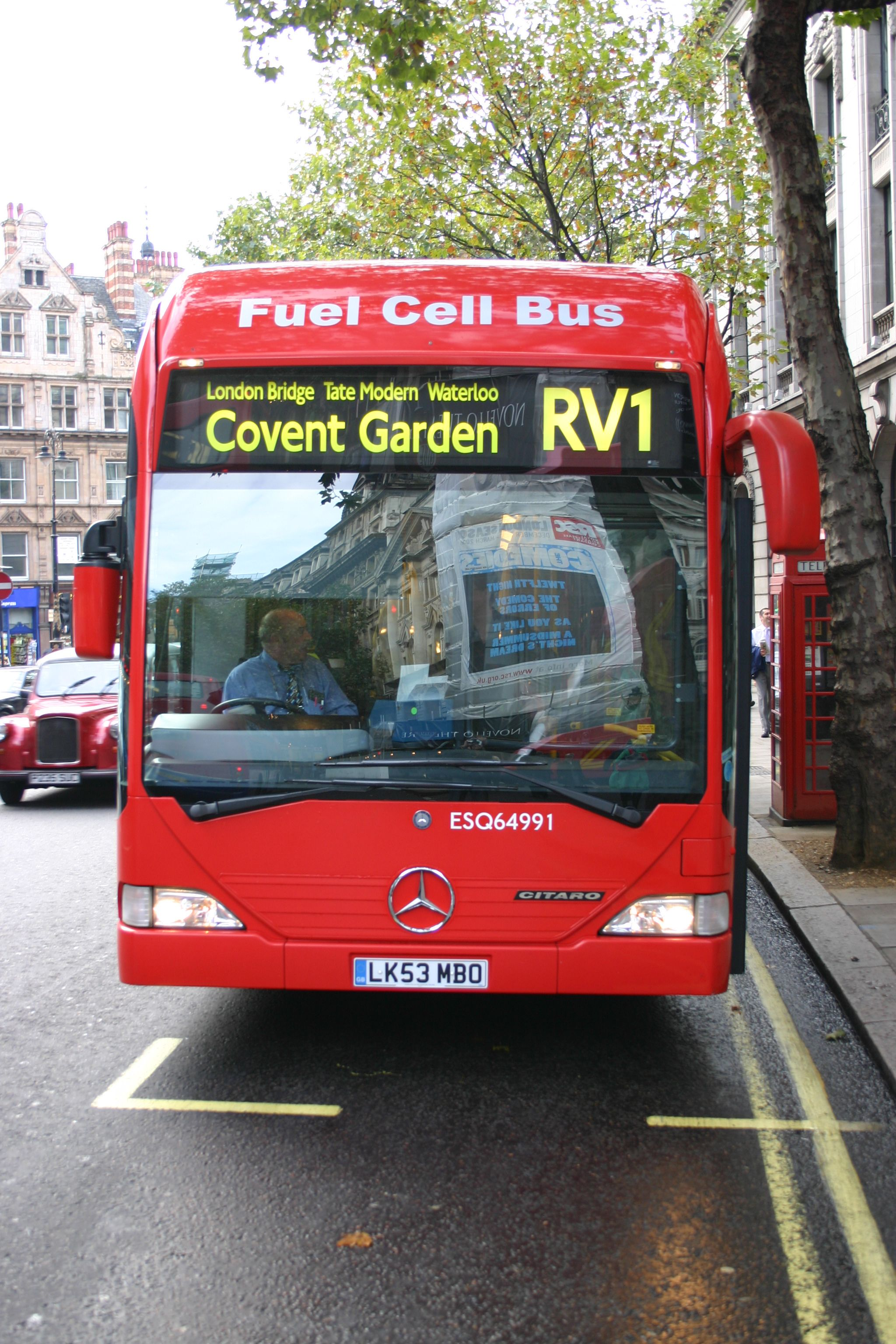
Автобус Mercedes-Benz (Daimler AG) Citaro на топливных элементах в Олдвиче, Лондон (маршрут RV1), 19 октября 2005 г.
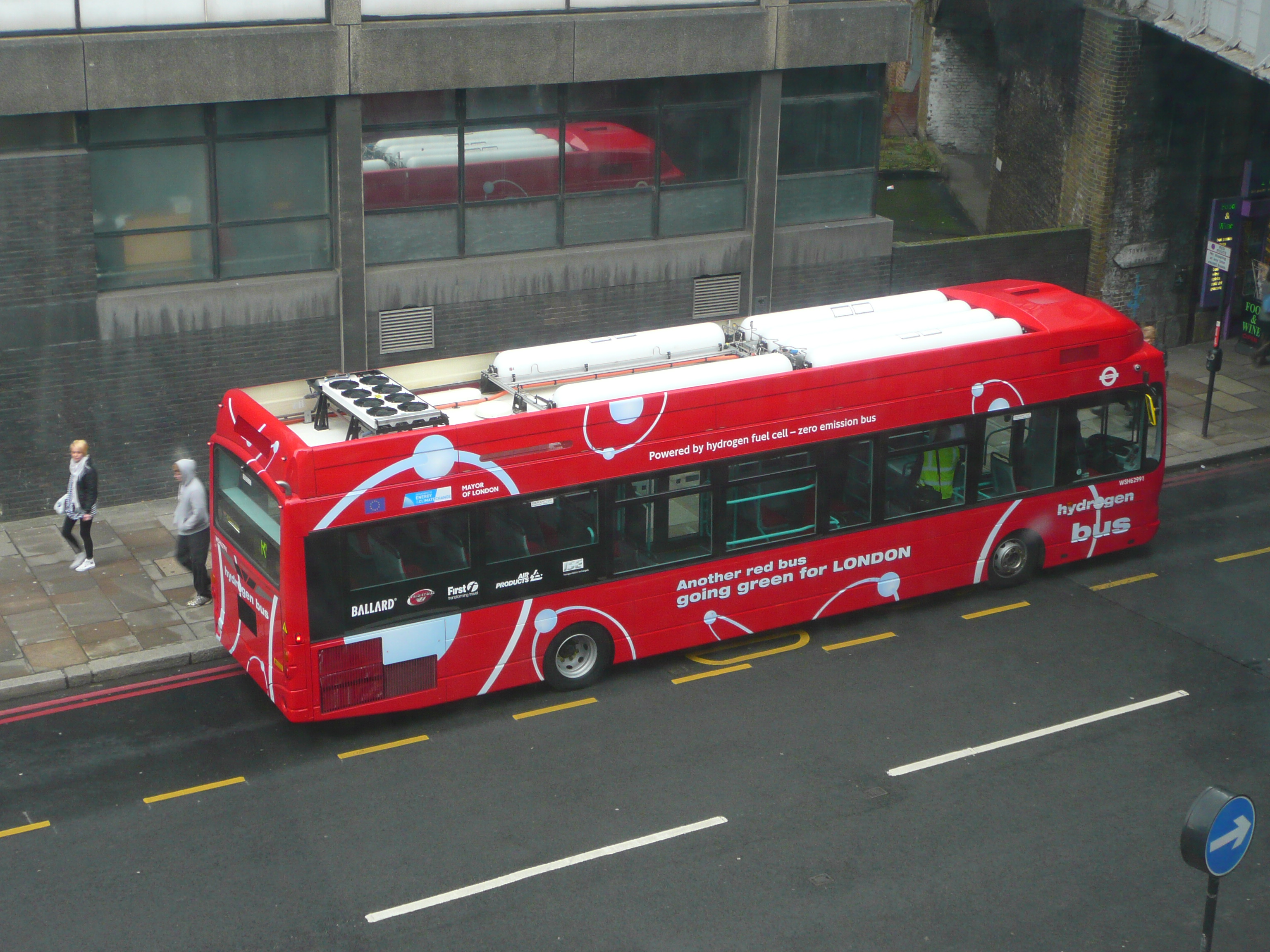
Первый лондонский автобус на водородных топливных элементах HyFLEET: CUTE, вид сверху, демонстрирующий шесть установленных на крыше водородных топливных баков.
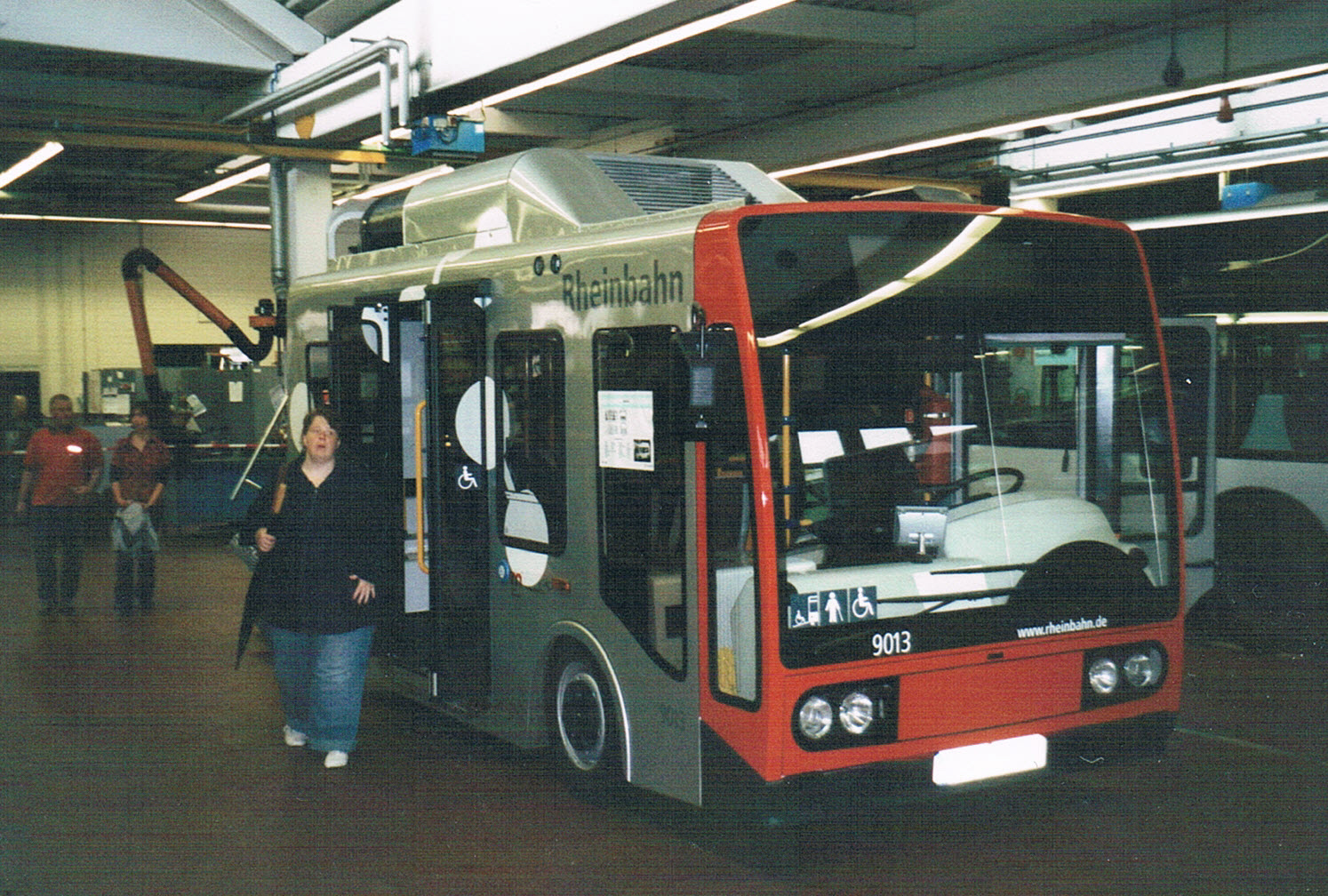
Tecnobus Gulliver U520 ESP, управляемый немецкой транспортной компанией Rheinbahn
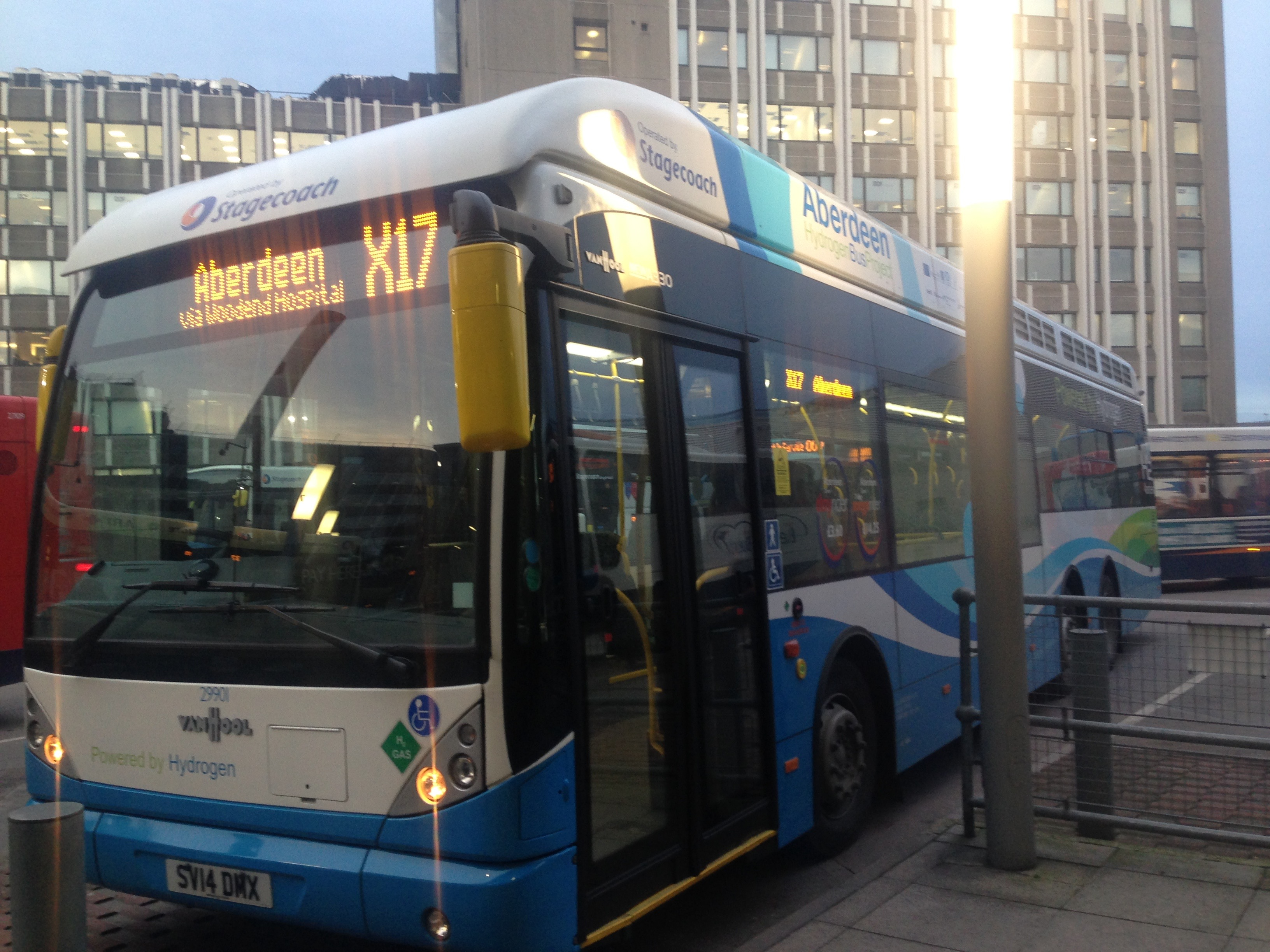
Автобус Van Hool с водородным двигателем в Абердине, Шотландия
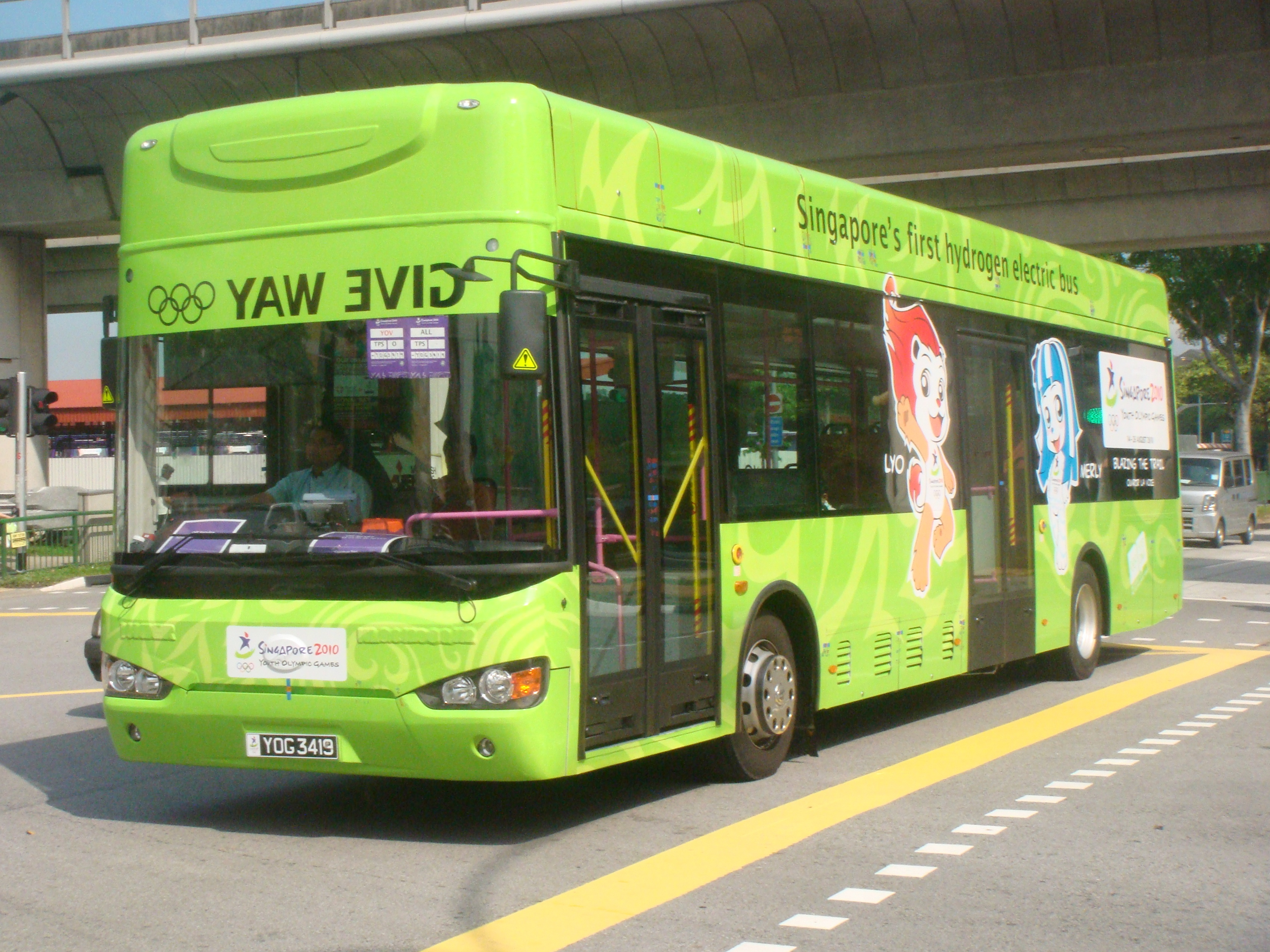
Higer KLQ6129G в Сингапуре во время Юношеских Олимпийских игр 2010 года
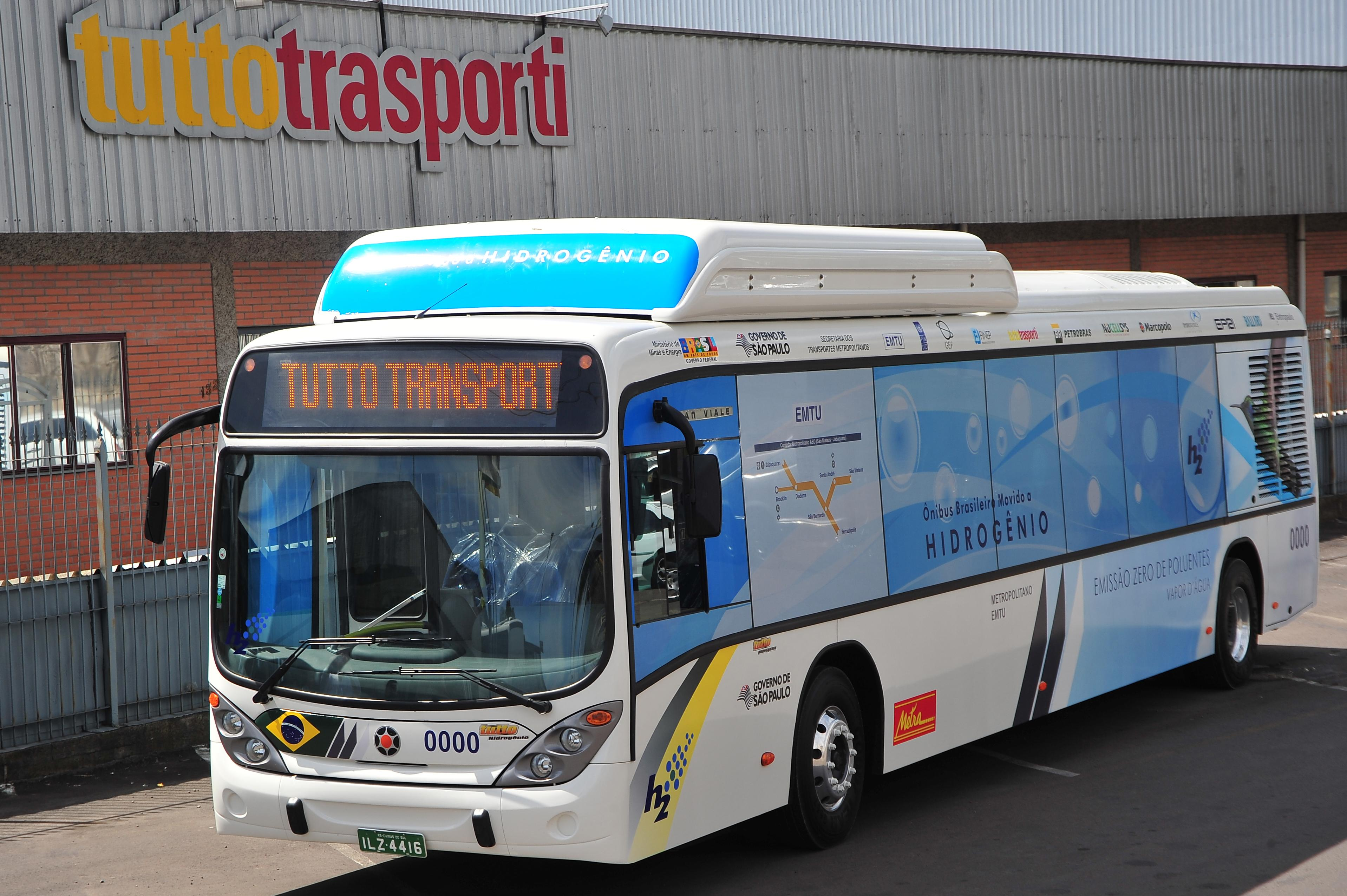
Автобус с водородным двигателем от производителя TuttoTrasporti в Кашиас-ду-Сул, Бразилия.